# Parafia św. Kazimierza w Bilczy
Parafia świętego Kazimierza w Bilczy – parafia rzymskokatolicka, znajdująca się w diecezji kieleckiej, w dekanacie morawickim.